# Аманово (Рязанская область)
Аманово — село в Кораблинском районе Рязанской области. Входит в состав Бобровинского сельского поселения.

## География
Находится на правом берегу реки Молва в 10 километрах к западу от районного центра города Кораблино. Село соединено с райцентром автодорогой «Кораблино-Аманово».
Восточнее села Аманово находится Амановский лес, являющийся памятником природы с 1977 года.

## История
Территория села Аманово заселена в эпоху бронзового века, о чём свидетельствуют находки археолога Игоря Юрьевича Стрикалова в 1990 году и краеведа Любомудрова Николая Васильевича в 1874 году вблизи села.
Поселение эпохи бронзы было найдено к северо-западу от села Аманово, на мысе правого коренного берега реки Молвы (местные жители называют его «Конским бургом»). Площадка размерами 140x60 метров находится в 12 метрах от модножия мыса. Здесь были найдена лепная керамика, отнесённая к эпохе бронзы. Также гончарная керамика с линейным и волнистым орнаментом 12-14 веков.
В 1874 году Николаем Васильевичем Любомудровым был обнаружен одиночный курган на правом высоком берегу реки Молвы. Предположительно оставленные племенами обитавшими в эпоху бронзы.
Рядом с селом Аманово обнаружено 8 селищ, некоторые из них содержат славянские культурные слои домонгольского времени.
- Селище 1 (11-13, 14-17 века) находится в 150 метрах к северу от села Аманово на «Середнем бугре». Занимает площадь размером 70х50 метров. Высота от подножия мыса равна 7 метрам. Обнаружена гончарная керамика 13-14 веков.

Также на «Середнем бугре» обнаружено селище 6. Керамика сероглиняная 14 века.
- Селище 2 (14-17 века) находится на западной окраине села, на правом коренном берегу реки Молвы. Протянулось вдоль края берега. Размеры около 440х70 метров, возвышается над рекой на 15 метров. Обнаружена гончарная позднесредневековая керамика.
- Селище 3 (14-17 века) находится в 100 метрах к западу от Успенской церкви, занимает площадь размером 200х100 метров. Возвышается на 6-12 метров. Обнаружена гончарная позднесредневековая керамика.
- Селище 4 (14-16 века) западную часть селища занимает кладбище, восточную приусадебные участки по улице Садовой. Размеры около 370х60 метров, селище возвышается на 10 метров. Обнаружена гончарная позднесредневековая керамика, преимущественно 14-16 веков.
- Селище 5 (14-17 века) территорию селища, размерами 240х100 метров, занимают приусадебные участки по улице Сельской.
- Селище 7 (14-17) века занимает площадку размером 430х90 метров, на высоте 10-14 метров над рекой Молвой.
- Селище 8 находится к югу от животноводческой фермы.

По рассказам местных жителей можно определить, что во времена Татаро-монгольского нашествия рядом с селом Аманово произошла битва. Старожилы даже называют место на котором было побоище — гумнище.
Примерно в 1560-х годах на южной границе рязанской земли было закончено строительство Засечной черты. Для ратной службы набирались добровольцы, т. н. «охотники». За службу их наделяли землёй в местах, близких к засеке. Известно что одни из них были наделены землёй в селе Оманово.
Впервые село упоминается в окладных книгах Пехлецкого стана 1594—1597 годов как село Оманово. Это была вотчина Дашковых.
В 1676 году упоминается село Оманово с Успенской церковью. Ныне действующий храм построен в 1690 году тщанием Андрея Ивановича Дашкова (1605—1705) — владельцем села.
В 1859 году село упоминается в Списках населённых мест Рязанской губернии как село Аманово при речке Моловке. В селе числится 80 дворов и 605 жителей, работают базары.
В 1878 году сельским обществом села Аманово основывается трёхлетнее одноклассное училище. Имелась хорошая библиотека, которая сформировалась за счёт попечителя В. Н. Маракуева. Плата с обучающихся не бралась.
На момент 1941 года в Амановском сельском округе работали 2 колхоза: «Пламя» (Аманово) и «Искра» (Владимировка).
Осенью 1943 года была проведена специальная государственная проверка уборки урожая колхозами. Хорошими результатами работы в этом году выделились колхозы «Пламя» (Аманово) и имени Ленина (Новосёлово).
В 1945—1947 годах амановцы принимали активное участие в строительстве первого магистрального газопровода «Саратов-Москва». Пламенцы наряду с семионовским и новосёловским колхозами дали обещание построить 12 километров с апреля по июнь своими руками. Стоит отметить что трудились на строительстве в основном — женщины.
В последующие годы хозяйство «Пламя» было укрупнено в его состав вошли колхозы: гуровский «Электрозавод», новосёловский «им. Ленина», владимирский «Искра».
До 2006 года Аманово являлось административным центром Амановского сельского округа. После его упразднения вошло в состав Бобровинского сельского поселения.

## Население
| 1859 | 1897 | 1906 | 2010 |
| ---- | ---- | ---- | ---- |
| 605  | ↗693 | ↗742 | ↘170 |

## Усадьба Аманово
Усадьба устроена в конце XVII века капитаном, князем А.И. Дашковым и далее находилась в его роде. Во второй половине XVIII века принадлежала полковнику, князю М. И. Дашкову (1736—1764), женатому на Президенте Петербургской Академии наук, сподвижнице Екатерины II, участнице государственного переворота 1762 года писательнице, графине Е. Р. Воронцовой (1743—1810). После их сыну московскому губернскому предводителю дворянства князю П. М. Дашкову (1763—1807). В середине XIX века селом владеет статский советник Е. Н. Саленников, затем его сын А. Е. Саленников.
Сохранились Успенская церковь 1690 года (восстанавливается), построенная князем А. И. Дашковым вместо прежней деревянной, с трапезной, устроенной в 1858 году Е. Н. Саленниковым. Обваловка территории усадьбы или сада с обсадкой.

## Инфраструктура
Хозяйство
В селе до 2022г. действовало крупное сельскохозяйственное предприятие ООО «Пламя», в котором трудился 131 человек. Сельхозпредприятие в данное время производит зерно. Рентабельность в 2011 году составила 5,7 %.
Дорожная сеть
Является конечным пунктом на автотрассе муниципального значения «Кораблино-Аманово».
Уличная сеть
- ул. Сельская
- ул. Садовая
- ул. Новая

Улица Новая асфальтирована.
Транспорт
Связь с райцентром осуществляется пассажирским транспортом ООО «Пламя».
Образование
До недавнего времени в селе работала начальная школа, из-за малого количества учащихся она была закрыта.

## Русская православная церковь
- Храм Успения Пресвятой Богородицы

## Амановский лес
Памятник природы регионального значения «урочище Аманово» был основан решением Рязанского облисполкома № 16 «О мероприятиях по усилению охраны диких животных и растений, находящихся под угрозой исчезновения» от 19 января 1977 года. Урочище является одной из двух последних дубрав лесостепного типа на чернозёме в Кораблинском районе.
Амановский лес находится восточнее села Аманово. Памятник природы занимает плоскую слабодренированную поверхность на междуречье рек Молва и Можаровка, впадающих в реки Проню и Алешню соответственно. Абсолютные отметки поверхности равны 142—144 метрам.
Почвы в урочище — луговые чернозёмы. В Амановском лесу произрастают обыкновенный ясень, сердцелистная липа, остролистный клён, гладкий и голый вязы, чёрная ольха. Представлены вторичные породы берёза бородавчатая и осина. Хорошо развит подлесок из орешника, бородавчатого бересклета, лесной жимолости, калины, слабительной крушины. Хорошо развит подрост широколиственных пород ясеня и остролистного клёна.
В урочище Аманово зарегистрированы виды, занесённые в Красную книгу Рязанской области: зеленоцветковая любка, лилия саранка.
Редкие растения в Амановском лесу

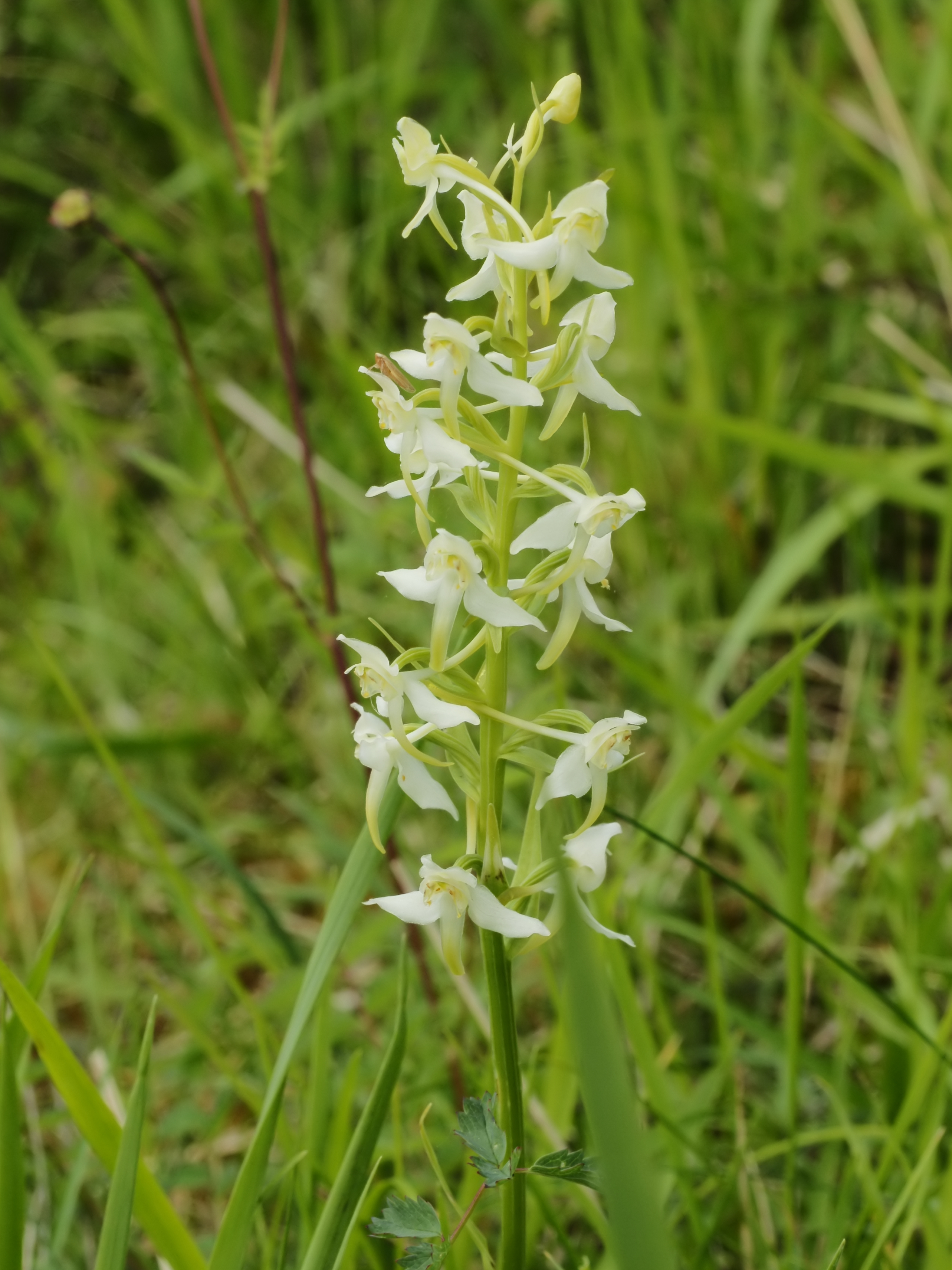
Зелёноцветковая любка
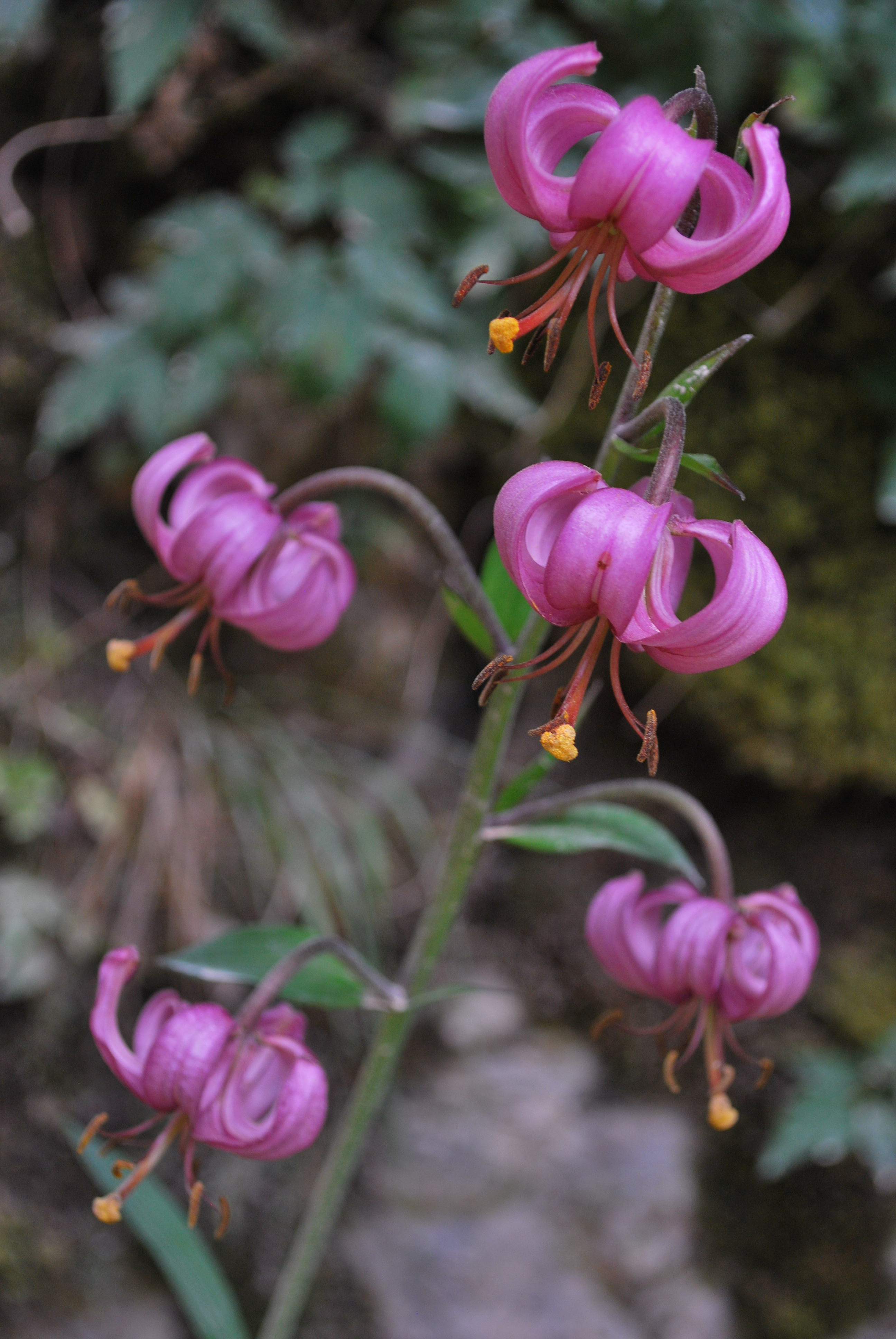
Лилия саранка

Река Молва
Вблизи села Аманово протекает речушка Молва. Раньше она была известна как Мордвиновка. Именно Молва — некогда полноводная река с высокими берегами притянула посленцев — нынешних амановцев.
Рядом с рекой находится болото. В 1980-х годах прошлого века мелиораторы осушили его, что привело к экологической катастрофе, уровень воды с каждым годом начал стремительно падать. В 1989 году корреспондент районной газеты Иван Васильевич Кудряшов в своих статьях писал о необходимости принятия мер по спасению реки. Уже в начале 2000-х годов о былом величии Молвы ходила только народная молва.

## Люди, связанные с селом
- Илюшин, Иван Яковлевич (1915—2003) — Герой Советского союза, участник Великой Отечественной войны